# Zeche Wittwe
Die Zeche Wittwe im Dortmunder Stadtteil Barop ist ein ehemaliges Steinkohlenbergwerk. Das Bergwerk war auch unter den Namen Zeche Witwe, und Zeche Wittwe nebst Erbstolln bekannt. Das Bergwerk gehörte zum Bergrevier Dortmund.

## Geschichte

### Die Anfänge
Am 12. April des Jahres 1738 erfolgte die Belehnung einer seit längerer Zeit im Bergfreien liegenden Kohlenbank an Caspar Funcke. Es wurde ein Längenfeld und das Erbstollenrecht verliehen. Die belehnte Kohlenbank wurde unter dem Namen Wittwe eingetragen. Im Jahr 1739 war das Bergwerk bereits in Betrieb, jedoch verursachte der Betrieb des Bergwerks sehr hohe Kosten. Im Jahr 1750 war das Bergwerk in Betrieb. In den Jahren 1754 und 1755 lag das Bergwerk in Fristen, da kein Stollen vorhanden war. Ab dem Jahr 1756 wurde das Bergwerk wieder in Betrieb genommen. Im Jahr 1768 war der Stollen mittlerweile vorhanden. Das Stollenmundloch befand sich am südlichen Emscherufer in der Nähe der heutigen Straße Diekmüllerbaum. Im selben Jahr erfolgte die Vermessung des Grubenfeldes. Am 22. April des Jahres 1771 wurden Johann Wilhelm Crone, Frau Dr. Funcke und der Kommissionsrat Rappard als Gewerken in den Unterlagen des Bergamtes eingetragen. Zu diesem Zeitpunkt hatten die Gewerken die fälligen Rezeßgelder bezahlt.

### Die weiteren Jahre
Am 21. Juli des Jahres 1784 wurde das Bergwerk durch den Freiherrn vom Stein befahren. Vom Stein machte in seinem Protokoll Angaben über den weiteren Zustand des Bergwerks. Insbesondere bemängelte er die schlechte Ausrichtung des Bergwerks.  Am 14. Februar des Jahres 1789 wurde das Längenfeld Wittwe No. 1 verliehen. Am 17. November des Jahres 1792 wurde das Längenfeld Wittwe No. 2 verliehen. Im Jahr 1796 waren der Schacht 3 und der Schacht 4 in Förderung. Beide Schächte befanden sich an der Emscher in der Nähe des heutigen Krückenweges. Schacht 3 wurde mit dem Namen Schacht Johann Wilhelm und Schacht 4 mit dem Namen Wittwe bezeichnet. Im Jahr 1800 wurde im Bereich von Schacht Adolf abgebaut. Im April des Jahres 1802 wurde das Bergwerk stillgelegt. Im Jahr 1815 wurden Schürfarbeiten durchgeführt, die jedoch ohne Erfolg blieben. Aus diesem Grund wurde das Bergwerk im Juli desselben Jahres erneut stillgelegt. Im Jahr 1831 war gemäß einer Karte ein Stollenmundloch des Bergwerks auf der östlichen Uferseite des Rüpingbaches vorhanden. Das Stollenmundloch befand sich westlich vom heutigen Beisterweg. Im Jahr 1836 lag das Bergwerk in Fristen. Im selben Jahr wurde ein Feld unter dem Namen Junge Wittwe Erbstolln verliehen. Außerdem wurde in diesem Jahr für den Stollen das Erbstollenrecht verliehen. Im Jahr 1840 lag das Bergwerk weiterhin in Fristen. Am 30. Dezember des Jahres 1846 wurden die Felder Wittwe und Wittwe Nr. 2 verliehen. Am 8. September des darauffolgenden Jahres wurden ein Geviertfeld unter dem Namen Barop I verliehen. Außerdem wurde die Längenfelder Barop II und Barop III verliehen. Im Jahr 1850 war das Bergwerk wieder in Betrieb. Im Jahr 1855 wollten die Bergwerkseigentümer zum Tiefbau übergehen. Aus diesem Grund wurde begonnen, den Schacht Wittwe zu teufen. Am 13. August des Jahres 1857 wurde das Geviertfeld Barop IV verliehen. Im Jahr darauf erreichte der Schacht eine Teufe von 27½ Lachter. Über Tage wurden die Fundamente für die Fördermaschine und für die Wasserhaltungsmaschine fertig gestellt. Am 14. Januar des Jahres 1859 konsolidierte die Zeche Wittwe mit anderen Bergwerken zur Zeche Vereinigte Wittwe & Barop.